# Kgalema Motlanthe
Kgalema Petrus Motlanthe (f. 19. juli 1949 i Johannesburg) er en sydafrikansk fagforeningsleder og politiker. 
Kgalema Motlanthe var generalsekretær for Sydafrikas dominerende politiske parti African National Congress (ANC) fra 1997-07, hvorefter han blev valgt til posten som partiets vicepræsident.
Kgalema Motlanthe blev udpeget som præsident i Sydafrikas efter at den hidtidige præsident Thabo Mbeki af ANC blev blev presset til at træde tilbage. Han tiltrådte præsidentembedet 25. september 2008, og i henhold til ANCs ledelse vil han forblive på posten indtil afholdelse af parlamentsvalg i 2009. Her forventes det at præsidentembedet vil blive overtaget af ANCs leder Jacob Zuma.
- Wikimedia Commons har flere filer relateret til Kgalema Motlanthe